# Aqua Claudia
De Aqua Claudia (Latijn, letterlijk vertaald Het water van Claudius) was een van de aquaducten die Rome van water voorzagen.

## Geschiedenis
Net als in het geval van de Aqua Anio Novus werd met de bouw begonnen onder keizer Caligula in 38 n.Chr. Het aquaduct werd voltooid onder keizer Claudius in 52 n.Chr. Beide aquaducten werden op 1 augustus 52 ingewijd. De bouwkosten bedroegen 350.000.000 sestertiën.
Na tien jaar in gebruik te zijn geweest, werd de waterleiding in 62 voor negen jaar onderbroken omdat er geen water meer door liep. In 71 liet keizer Vespasianus het aquaduct herstellen. Tien jaar later, in 81, repareerde keizer Titus het aquaduct nogmaals.
In 271 werd een deel van de Aqua Claudia opgenomen in de Aureliaanse Muur. De arcaden van dit deel werden dichtgemaakt, maar het aquaduct bleef wel in bedrijf. De waterleiding liep over de Porta Maggiore in de stadsmuur aldaar, waar de resten van de waterleiding nog goed zichtbaar zijn. Iets verder Rome in kruiste de Aqua Claudia de Aqua Marcia en de Aqua Tepula.

## Bouw
De lengte van de Aqua Claudia was ca. 69 km. Hij liep grotendeels ondergronds. Alleen het laatste gedeelte, ca. 15 km, was op pijlers gebouwd. Vlak bij Rome kwamen de Aqua Claudia en de Anio Novus samen en maakten ze gebruik van dezelfde pijlers. De Aqua Claudia liep onder, de Anio Novus boven. Gemiddeld liep er 191.190 kubieke meter water per dag door het Aqua Claudia-aquaduct.
Na het bouwen van de Arcus Neroniani, een van de aftakkingen van de Aqua Claudia, door keizer Nero, kon het aquaduct alle 14 districten van Rome van water voorzien. Nero maakte dankbaar gebruik van de Aqua Claudia omdat de Domus Aurea, zijn paleis, er dicht in de buurt lag. De bogen van deze aftakking hadden een spanwijdte van 7,75 meter, de pijlers hadden een hoogte van 2,30 meter en een breedte van 2,10 meter. Het hoogste punt van de constructie was 16 meter en bestond voornamelijk uit bakstenen.
De bronnen van de Aqua Claudia, de Caeruleus en Curtius, lagen ongeveer 450 meter links van de achtendertigste mijlpaal aan de Via Sublacensis.